# Тимаев, Апты Джахаевич
Тима́ев Апты́ (Апти) Джаха́евич (29 марта 1938 года, Грозный, Чечено-Ингушская АССР, РСФСР, СССР — 23 декабря 2017 года) — советский и российский чеченский учёный, доктор филологических наук, профессор, академик Академии наук Чеченской Республики.

## Биография
Родился в Грозном 29 марта 1938 года. В 1962 году с отличием окончил историко-филологический факультет Чеченского государственного педагогического института и был оставлен на кафедре как наиболее перспективный выпускник.
В 1967 году в Институте языкознания АН Грузии защитил кандидатскую диссертацию по чеченской диалектологии по теме «Шатойский говор горского диалекта чеченского языка в сравнении с плоскостным диалектом и итумкалинским говором».
В 1984 году в том же институте защитил докторскую диссертацию «Категория грамматического класса нахских языков». В 1986 году стал профессором. В том же году ему было присвоено звание «Заслуженный деятель науки ЧИАССР».
В 1994 году на международной научной конференции в Марбурге был избран членом Европейского общества кавказоведов. С 1975 года является руководителем кафедры чеченского языка Чеченского государственного университета. В 2007 году избран действительным членом Академии наук Чеченской Республики.
В 1994 году на международной конференции в Марбурге выступил с докладом «Структура одной лексической параллели в урартском и нахском языках». Доклад был встречен с большим интересом. Тимаев был приглашён на стажировку в Варшаву и Чикаго, но в связи с последовавшими боевыми действиями стажировка не состоялась.
Является автором более ста работ по проблемам нахского языкознания, из которых шесть монографии.

## Награды и звания
- Лауреат Международной премии имени академика Арнольда Чикобавы;
- Заслуженный деятель науки Чечено-Ингушской АССР (1986);
- Почётный знак «За трудовое отличие» (2013)[1].